# هنریگو
هنریگو (به هلندی: Hengelo) یک منطقهٔ مسکونی در هلند است که در برونک‌هورست واقع شده‌است. هنریگو ۸٬۵۰۰ نفر جمعیت دارد.